# لیپنو (استان اوپوله)
لیپنو (به لهستانی: Lipno) یک منطقهٔ مسکونی در لهستان است که در گمینا نگمودلین واقع شده‌است. لیپنو ۲۰۰ نفر جمعیت دارد.